# 拉卡努尔格
拉卡努尔格（法語：La Canourgue，法語發音：[la kanuʁɡ]）是法国洛泽尔省的一个市镇，属于芒德区。

## 地理
拉卡努尔格（44°25'58"N, 3°12'53"E）面积104.29 平方千米，位于法国奧克西塔尼大區洛泽尔省，该省份为法国南部内陆省份，北起上盧瓦爾省和康塔爾省，西接阿韦龙省，南至加尔省，东临阿尔代什省。
与拉卡努尔格接壤的市镇（或旧市镇、城区）包括：莱萨莱勒、沙纳克、拉瓦勒迪塔恩、拉马莱讷、拉蒂约勒、圣萨蒂南、圣日耳曼迪泰伊、巴纳萨克-卡尼亚克、科拉涅河畔堡、马斯格罗斯-科斯-戈尔日。

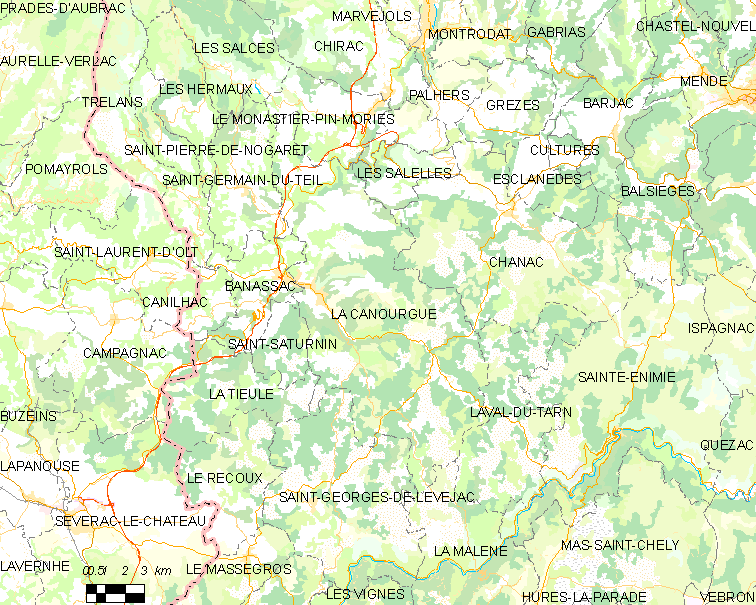
拉卡努尔格的OSM定位图

拉卡努尔格的时区为UTC+01:00、UTC+02:00（夏令时）。

## 行政
拉卡努尔格的邮政编码为48500，INSEE市镇编码为48034。

## 政治
拉卡努尔格所属的省级选区为拉卡努尔格县。

## 人口

1962-2008年间拉卡努尔格人口变化图示

拉卡努尔格于2022年1月1日时的人口数量为2095人。